# Swades
Swades (Español: Patria) es una película de Ashutosh Gowariker protagonizada por Shahrukh Khan, Gayatri Joshi y Kishori Balal. Basada en hechos reales, la película narra la historia del científico de NASA Mohan Bhargav, un emigrante a los EE. UU. que viaja a la India donde descubre sus raíces y usa su conocimiento científico para ayudar un pueblo rural.    

## Reparto
- Shah Rukh Khan - Mohan Bhargav
- Gayatri Joshi - Gita
- Kishori Balal - Kaveri amma
- Smith Seth - Chiku
- Rajesh Vivek - Nivaran Dayal Shrivastav
- Daya Shankar Pandey - Mela Ram
- Farrukh Jaffar - Fatima Bi
- Peter Rawley - John Stockton
- Makrand Deshpande - Fakir
- Rich Petrelli - Command and Control Center Operator

## Banda sonora
Todas las letras escritas por Javed Akhtar, toda la música compuesta por A. R. Rahman. 
| N.º | Título                          | Artist(s)                                     | Duración |  |
| 1.  | «Yeh Tara Woh Tara»             | Udit Narayan, Master Vignesh, Baby Pooja      | 7:13     |  |
| 2.  | «Saanwariya Saanwariya»         | Alka Yagnik                                   | 5:17     |  |
| 3.  | «Yun Hi Chala Chal»             | Udit Narayan, Kailash Kher, Hariharan         | 7:28     |  |
| 4.  | «Aahista Aahista»               | Udit Narayan, Sadhana Sargam                  | 6:49     |  |
| 5.  | «Yeh Jo Des Hai Tera»           | A. R. Rahman                                  | 6:28     |  |
| 6.  | «Pal Pal Hai Bhaari»            | Madhushree, Vijay Prakash, Ashutosh Gowariker | 6:50     |  |
| 7.  | «Dekho Na»                      | Ustaad Bismillah Khan Sahib                   | 5:46     |  |
| 8.  | «Pal Pal Hai Bhaari» (Flauta)   |                                               | 3:38     |  |
| 9.  | «Yeh Jo Des Hai Tera» (Shehnai) |                                               | 4:00     |  |

## Premios

### Premios Filmfare
- Mejor actor - Shahrukh Khan
- Mejor música - A.R. Rahman

### Global Indian Film Awards
- Mejor actor - Shahrukh Khan
- Mejor debut - Gayatri Joshi

### National Film Awards
- Mejor cantante de playback - Udit Narayan[2]
- Premio del Jurado - Ashutosh Gowariker
- Mejor fotografía - Mahesh Aney

### Zee Cine Awards
- Mejor debut - Gayatri Joshi

### Star Screen Awards
- La actriz más prometedora - Gayatri Joshi

### Bollywood Movie Awards
- Mejor debut - Gayatri Joshi

### Film Café Awards
- Mejor actor - Shahrukh Khan[3]

### Rupa Cinegoers Awards for Jury Best Actor
- Premio del Jurado al mejor actor -  Shahrukh Khan[4]